# Mario Moreno Arcos
Mario Moreno Arcos (Municipio de General Heliodoro Castillo, Guerrero; 15 de octubre de 1958) es un político mexicano originario de Guerrero, antiguo miembro del Partido Revolucionario Institucional, también se ha desempeñado como director de Gobernación y Asuntos Políticos. Fue primer síndico procurador de Chilpancingo de los Bravo, diputado de la LVI legislatura al Congreso de Guerrero por el distrito electoral I (correspondiente a Chilpancingo de los Bravo y Leonardo Bravo), y Diputado de la LIX Legislatura y la LXI Legislatura de la Cámara de Diputados de México, en ambas ocasiones por el Distrito VII - Guerrero. Además, fue Presidente Municipal de Chilpancingo de los Bravo durante los periodos de 2005 - 2008 y 2012 - 2015.

## Carrera Política

### Cargos Desempeñados
- Secretario de Desarrollo Social del Gobierno del Estado de Guerrero 2018 - 2020
- Delegado Estatal ISSSTE en Guerrero
- Delegado Distrital del Registro Nacional de Electores.
- Supervisor Estatal del Registro Nacional de Electores.
- Primer síndico procurador del Ayuntamiento del Municipio de Chilpancingo de los Bravo, Guerrero (Postulado por el Partido Revolucionario Institucional - PRD).
- Diputado de la LVI Legislatura al Congreso del Estado Libre y Soberano de Guerrero por el Distrito Electoral I (Chilpancingo de los Bravo y Leonardo Bravo) (Postulado por el Partido Revolucionario Institucional - PRI).
- Delegado del Gobierno del Estado de Guerrero en la Zona Centro.
- Diputado de la LIX Legislatura de la Cámara de Diputados del Congreso de la Unión por el Distrito 07 – Guerrero (Chilpancingo de los Bravo, Coyuca de Benítez, Juan R. Escudero, Leonardo Bravo y Tecoanapa) (Postulado por el Partido Revolucionario Institucional - PRI).
- Presidente del H. Ayuntamiento del Municipio de Chilpancingo de los Bravo, Guerrero, periodo 2005 – 2008 (Postulado por el Partido Revolucionario Institucional).
- Diputado de la LXI Legislatura de la Cámara de Diputados del Congreso de la Unión por el Distrito 07 – Guerrero (Chilpancingo de los Bravo, Coyuca de Benítez, Mochitlán, Tixtla de Guerrero y Quechultenango) (Postulado por el Partido Revolucionario Institucional - PRI).
- Presidente del H. Ayuntamiento del Municipio de Chilpancingo de los Bravo, Guerrero, periodo 2012 – 2015 (Postulado por el Partido Revolucionario Institucional).

### Comisiones contraídas en el ejercicio de cargos de elección popular
- Vocal de la Comisión de Examen Previo en la LVI Legislatura del Congreso del Estado de Guerrero.
- Secretario del Comité de Administración en la LVI Legislatura del Congreso del Estado de Guerrero.
- Vocal de la Comisión de Asuntos Políticos y Gobernación en la LVI Legislatura del Congreso del Estado de Guerrero.
- Vocal de la Comisión de Presupuesto y Cuenta Pública en la LVI Legislatura del Congreso del Estado de Guerrero.
- Presidente del Comité de Gestoría, Información y Quejas en la LVI Legislatura del Congreso del Estado de Guerrero.
- Integrante de la Comisión de Desarrollo Social en la LIX Legislatura de la Cámara de Diputados del Congreso de la Unión.
- Integrante de la Comisión de Hacienda y Crédito Público en la LIX Legislatura de la Cámara de Diputados del Congreso de la Unión.
- Integrante de la Comisión de la Auditoría Superior de la Federación en la LIX Legislatura de la Cámara de Diputados del Congreso de la Unión.
- Coordinador de la Comisión de los Gobiernos Estatales de la Conferencia Nacional de Gobernadores CONAGO, (mayo de 2006).
- Vicepresidente del Federalismo y Descentralización de la Federación Nacional de Municipios de México, A.C. FENAMM (febrero de 2007).
- Presidente de la Región Sur – Sureste de la Federación Nacional de Municipios de México, A.C. FENAMM (abril de 2008).
- Secretario de la Comisión de Presupuesto y Cuenta Pública en la LXI Legislatura de la Cámara de Diputados del Congreso de la Unión.
- Integrante de la Comisión de Marina en la LXI Legislatura de la Cámara de Diputados del Congreso de la Unión.
- Presidente del Grupo de Amistad Parlamentaria México – Marruecos en la LXI Legislatura de la Cámara de Diputados del Congreso de la Unión.
- Presidente del Grupo de Amistad Parlamentaria México – Irán en la LXI Legislatura de la Cámara de Diputados del Congreso de la Unión.
- Integrante de la Comisión de Desarrollo Social en la LXI Legislatura de la Cámara de Diputados del Congreso de la Unión.
- Coordinador de los Presidentes Municipales Priistas del Estado de Guerrero

### Cargos partidistas
- Delegado Especial del Comité Directivo Estatal del Partido Revolucionario Institucional (PRI) en diversos Municipios del Estado de Guerrero.
- Delegado Especial del Comité Directivo Nacional del Partido Revolucionario Institucional (CEN del PRI) en diferentes Estados de la República.
- Coordinador Electoral del Comité Directivo Nacional del Partido Revolucionario Institucional (CEN del PRI) en el Estado de Jalisco.
- Coordinador Regional del Comité Directivo Estatal del Partido Revolucionario Institucional (PRI Guerrero).
- Secretario de Elecciones en el Comité Municipal del Partido Revolucionario Institucional (PRI Chilpancingo).
- Secretario General en el Comité Municipal del Partido Revolucionario Institucional (PRI Chilpancingo).
- Subsecretario de Elecciones del Comité Directivo Estatal del Partido Revolucionario Institucional (PRI Guerrero).
- Coordinador de Elecciones en la Región Centro del Estado de Guerrero (PRI Guerrero).
- Representante del Partido Revolucionario Institucional (PRI Guerrero) ante el Consejo Distrital Electoral I del Consejo Estatal Electoral.
- Representante del Partido Revolucionario Institucional (PRI) ante el Consejo Distrital 07 – Guerrero del Instituto Federal Electoral.
- Representante del Partido Revolucionario Institucional (PRI Guerrero) ante el Consejo Estatal Electoral.
- Representante del Partido Revolucionario Institucional (PRI) ante la Comisión de Vigilancia del Registro Federal de Electores.
- Coordinador Estatal del Programa del Padrón Electoral.
- Integrante de la Comisión para la Reforma Electoral del Partido Revolucionario Institucional (1996).
- Secretario Adjunto de la Presidencia para Asuntos Electorales del Comité Directivo Estatal del Partido Revolucionario Institucional (PRI Guerrero).